# Sielec (obwód rówieński)
Sielec (ukr. Селець) – wieś na Ukrainie, w obwodzie rówieńskim, w rejonie sarneńskim, w hromadzie Dąbrowica. W 2001 liczyła 1976 mieszkańców, spośród których 1967 wskazało jako ojczysty język ukraiński, 8 rosyjski, a 1 inny.  W 2025 liczyła 1664 mieszkańców.
W okresie międzywojennym wieś znajdowała się w granicach II RP, wchodząc w skład gminy Dąbrowica w powiecie sarneńskim, w województwie wołyńskim.
W czasie okupacji niemieckiej mieszkająca tutaj ukraińska rodzina Waszczyszynów udzielała schronienia Żydom. W 1997 roku Instytut Jad Waszem uhonorował za to tytułami Sprawiedliwych wśród Narodów Świata Denysa i Zinajidę Waszczyszynów oraz ich córkę Jewę Ożyłewską z d. Waszczyszyn.